# Lista över Johan Untersteiners större segrar
Lista över Johan Untersteiners större segrar som travkusk och/eller travtränare.

## Grupp 1-lopp
| År   | Lopp                           | Häst              | Kusk               | Tränare            |
| ---- | ------------------------------ | ----------------- | ------------------ | ------------------ |
| 2007 | Breeders' Crown, 3-åriga ston  | Nursery Rhyme     | Johan Untersteiner | Roger Walmann      |
| 2008 | E3-final (korta), h/v          | Conrads Epilog    | Johan Untersteiner | Roger Walmann      |
| 2010 | Breeders' Crown, 4-åriga ston  | Stepping Space    | Johan Untersteiner | Roger Walmann      |
| 2011 | E3-final (korta), ston         | Meramaid Ås       | Johan Untersteiner | Peter Untersteiner |
| 2012 | Europeiskt treåringschampionat | Noble Knight      | Johan Untersteiner | Roger Walmann      |
| 2013 | E3-final (långa), ston         | Mellby Briolett   | Johan Untersteiner | Roger Walmann      |
| 2014 | Stochampionatet                | Neona Princess    | Johan Untersteiner | Peter Untersteiner |
| 2014 | E3-final (korta), ston         | Sheava Vik        | Johan Untersteiner | Jerry Riordan      |
| 2014 | Svenskt Travkriterium          | Je T'Aime Express | Johan Untersteiner | Peter Untersteiner |
| 2015 | Danskt Stoderby                | Ultimate Wine     | Johan Untersteiner | Peter Untersteiner |
| 2016 | Gran Premio Continentale       | Poet Broline      | Johan Untersteiner | Peter Untersteiner |
| 2017 | Kymi Grand Prix                | Carabinieri       | Johan Untersteiner | Peter Untersteiner |
| 2017 | Svenskt Travderby              | Cyber Lane        | Johan Untersteiner | Johan Untersteiner |
| 2017 | Breeders' Crown, 4-åriga ston  | Unrestricted      | Johan Untersteiner | Johan Untersteiner |
| 2017 | Breeders' Crown, 3-åriga ston  | Candy la Marc     | Johan Untersteiner | Lars Marcussen     |
| 2017 | Breeders' Crown, 4-åriga h/v   | Cyber Lane        | Johan Untersteiner | Johan Untersteiner |
| 2018 | Finlandialoppet                | Pastore Bob       | Johan Untersteiner | Johan Untersteiner |
| 2018 | Copenhagen Cup                 | Cyber Lane        | Johan Untersteiner | Johan Untersteiner |
| 2019 | E3-final (korta), h/v          | Aetos Kronos      | Johan Untersteiner | Jerry Riordan      |
| 2020 | Konung Gustaf V:s Pokal        | Aetos Kronos      | Johan Untersteiner | Jerry Riordan      |
| 2021 | Seinäjoki Race                 | Dear Friend       | Johan Untersteiner | Johan Untersteiner |
| 2023 | Konung Gustaf V:s Pokal        | Dancer Brodde     | Johan Untersteiner | Johan Untersteiner |

## Grupp 2-lopp
| År   | Lopp                                      | Häst             | Kusk               | Tränare            |
| ---- | ----------------------------------------- | ---------------- | ------------------ | ------------------ |
| 2008 | E3-revanschen, h/v                        | Conrads Epilog   | Johan Untersteiner | Roger Walmann      |
| 2013 | Sommartravets final                       | Zinedine Bob     | Johan Untersteiner | Nicklas Dyrberg    |
| 2013 | Gulddivisionens final, juni (Mälarpriset) | Deuxieme Picsous | Johan Untersteiner | Johan Lejon        |
| 2014 | Årjängs Stora Sprinterlopp                | Magic Tonight    | Johan Untersteiner | Roger Walmann      |
| 2017 | Danskt Travkriterium                      | Cuba Libre Ice   | Johan Untersteiner | Johan Untersteiner |
| 2017 | Solvalla Grand Prix                       | Cyber Lane       | Johan Untersteiner | Johan Untersteiner |
| 2019 | Treåringseliten                           | Aetos Kronos     | Johan Untersteiner | Jerry Riordan      |
| 2021 | Copenhagen Cup                            | Cyber Lane       | Johan Untersteiner | Johan Untersteiner |

## Övriga
| År   | Lopp                                | Häst             | Kusk                 | Tränare            |
| ---- | ----------------------------------- | ---------------- | -------------------- | ------------------ |
| 2005 | Bronsdivisionens final, nov         | Roger Hornline   | Johan Untersteiner   | Roger Walmann      |
| 2007 | Allerage Farms Open Trot            | Giant Diablo     | Johan Untersteiner   | Roger Walmann      |
| 2007 | Klass II-final, sept                | Egola Boy        | Johan Untersteiner   | Roger Walmann      |
| 2009 | Fyraåringsstjärnan                  | Fancy Vacation   | Johan Untersteiner   | Roger Walmann      |
| 2012 | Karl-Gösta Fylkings Minneslopp      | Tion Medon Sisu  | Johan Untersteiner   | Marcus Lindgren    |
| 2014 | Prins Carl Philips Jubileumspokal   | Magic Tonight    | Johan Untersteiner   | Roger Walmann      |
| 2014 | Anders Jahres Pokallopp             | B.B.S.Sugarlight | Johan Untersteiner   | Fredrik Solberg    |
| 2014 | Silverdivisionens final, dec        | Overtaker By Sib | Johan Untersteiner   | Johan Untersteiner |
| 2015 | Prix des Gobelins                   | Falcon Håleryd   | Bernard Piton        | Johan Untersteiner |
| 2015 | Danskt Hoppe-Derby                  | Ultimate Wine    | Johan Untersteiner   | Peter Untersteiner |
| 2017 | Prix de Vic sur Cere                | Carabinieri      | Johan Untersteiner   | Peter Untersteiner |
| 2017 | Margaretas Tidiga Unghästserie, feb | Cyber Lane       | Johan Untersteiner   | Johan Untersteiner |
| 2017 | Klass I-final, maj                  | Niagara Broline  | Johan Untersteiner   | Johan Untersteiner |
| 2017 | Klass II-final, aug                 | J.H.Mannerheim   | Johan Untersteiner   | Johan Untersteiner |
| 2017 | Diamantstoets final, okt            | Delicious Grim   | Johan Untersteiner   | Johan Untersteiner |
| 2017 | Breeders' Crown, 2-åriga            | No Matter        | Johan Untersteiner   | Svante Båth        |
| 2018 | Prix Jean-René Gougeon              | Day or Night In  | Johan Untersteiner   | Johan Untersteiner |
| 2018 | L.C. Peterson-Broddas Minneslöpning | Day or Night In  | Johan Untersteiner   | Johan Untersteiner |
| 2018 | Prins Carl Philips Jubileumspokal   | Pastore Bob      | Christoffer Eriksson | Johan Untersteiner |
| 2018 | Kalmarsundspokalen                  | Day or Night In  | Johan Untersteiner   | Johan Untersteiner |
| 2019 | L.C. Peterson-Broddas Minneslöpning | Day or Night In  | Peter Untersteiner   | Johan Untersteiner |
| 2021 | Klass II-final, aug                 | Global Beware    | Johan Untersteiner   | Johan Untersteiner |